# Frane Petrić
Frane Petrić (također u varijantama Franjo Petrić, Petriš, Petris, Petričević, Petrišević; lat. Franciscus Patricius, tal. Francesco Patrizi da Cherso), (Cres, 25. travnja 1529. – Rim, 6. veljače 1597.), hrvatski filozof, polihistor, humanist i učenjak.

## Podrijetlo
Po obiteljskoj legendi Petrići su se bili doselili iz Bosne, bježeći pred Turcima. Mletačka vlast 1563. naziva Petriće Hrvatima, a sam je Frane Petrić za vrijeme studija u Padovi dva puta bio vijećnik studenata iz Dalmacije. Pred samu smrt zatražio je da ga prime za pravog člana-bratima Zbora sv. Jeronima u Rimu, pri čemu je morao dokazati da je podrijetlom iz ilirskih krajeva i da poznaje hrvatski jezik.
Međutim, većina njegovog djelovanja vezana je uz Italiju, a kako je sva dijela pisao na latinskom i talijanskom jeziku, njegovo ime zasluženo pripada u red znamenitih talijanskih znanstvenika.

## Životopis
Frane Petrić je rođen na otoku Cresu, tada pod upravom Mletačke Republike, u plemićkoj obitelji izbjegloj iz Bosne.
Kao dječak sudjelovao je sa stricem Ivanom Jurjem u ratu protiv Osmanlija, da bi se potom posvetio školovanju. Izučio je za trgovca u Veneciji, potom savladao grčki u Ingolstadtu, gdje je boravio pod pokroviteljstvom rođaka Matije Vlačića. Poslije je studirao medicinu i filozofiju u Padovi.
Kao učenog čovjeka, poslao ga je Venecijanski plemić Giorgio Contarini 1561. godine da pregleda stanje njegovog veleposjeda na Cipru; nakon što je Petrić 1562. god. u Veneciji predao izvještaj, Contarini ga je poslao natrag na Cipar da preuzme vođenje imanja. Petrić je na imanju proveo razne mjere radi poboljšanja, uključujući navodnjavanje dijela zemljišta; prvih nekoliko godina je vlasnik s njim bio zadovoljan. Nakon što su suša i mraz pridonijeli lošim žetvama, prikazao ga je brat vlasnika kao krivca za pad prihoda, pa je Petrić 1567. smijenjen. Proveo je Petrić potom još godinu dana na Cipru u službi nadbiskupa Filippa Moceniga. Petrić će u narednom životu koristiti svoje veze s Ciprom u trgovačkim poslovima; u kojima je 1570. godine doživio teški gubitak od 3.500 dukata kada mu je turska flota pred tim otokom zaplijenila teret pamuka.
Njegova brojna djela upućuju na širinu njegovih interesa i bavljenje mnogim područjima i disciplinama znanja: od trgovine, medicine, filozofije do izdavaštva.
Nakon što naporima u trgovini knjigama u Španjolskoj nije uspio oporaviti svoje financije, 1577. god. se vratio u Italiji, gdje je krajem te godine uspio dobiti značajan angažman na Sveučilištu u Ferrari, gdje je po njegovom dolasku osnovana katedra za platonističku filozofiju s njim na čelu. Za dugog boravka u Ferrari, 1581. god. je objavio djelo "Discussioni peripatetiche",  1585. "Parere in difesa di Ludovico Ariosto", 1586. "Della Poetica" (gdje se zalaže za uporabu narodnog jezika u literaturi, umjesto latinskog),  1587. god. "Della nuova geometria" i "Philosophiae de rerum natura".
Nakon što je katedru u Ferrari vodio 15 godina, pozvan je od kardinala Ippolita Aldobrandinija da ga krajem 1591. god. posjeti u Rimu; kada je taj kardinal 1592. god. postao papa Klement VIII., za Petrića je formirana katedra u Rimu, koju je on preuzeo u travnju 1592. godine. Petriću je za vođenje katedre u Rimu bila odobrena vrlo značajna nagrada, koja je s povlasticama vrijedila oko 840 dukata godišnje.
U Rimu je 1591. god. objavio kapitalno djelo "Nova sveopća filozofija" ("Nova de universis philosophia", u kojem je dao zaokružen sustav filozofije. U predgovoru knjige Petrić se zalaže da Katolička Crkva odustane od aristotelevske filozofije kao osnove obrazovanja na europskim sveučilištima, te da odabere po platonovsku filozofiju ili još bolje Petrićevu vlastitu filozofiju sadržanu u toj knjizi. Tada posve prevladavajući aristotelijanski filozofi - koji su držali glavni riječ u rimskoj cenzuri - pronašli su u knjizi dijelova koje su ocijenili heretičkim. Usprkos Petrićevom prijateljstvu s Papom, djelo je 1594. god. stavljeno na listu zabranjenih knjiga, a sam Petrić se morao formalno odricati spornih dijelova, koje da je napisao nespretno i u neznanju. Do smrti 1597. god. Petrić nije završio izdanje te svoje knjige bez spornih dijelova.
1594. god. je Petrić objavio svoje zadnje djelo, knjigu "Paralleli militari" u kojoj studira razne primjere vojne organizacije tijekom povijesti.
U filozofijskoj znanosti renesanse ima počasno mjesto kao istaknut novoplatonist i strastven protivnik Aristotelove filozofije. Učenjak europskog ugleda, jedan od najizvornijih i najslobodoumnijih mislilaca svojega doba, antiaristotelovac, novoplatonist, Petrić je bio profesor filozofije u Ferrari i Rimu. Pisao je na latinskom i talijanskom jeziku. Petrić se bavio i astronomijom, meteorologijom, arheologijom i politikom. Putovao je cijelom Europom i stekao veliku slavu svojim djelima.
Od 1575. predaje platonističku filozofiju na sveučilištu Ferrari, kada nastaju djela o poetici, novoj geometriji i kada postaje član uglednih akademija. .
U Novoj sveopćoj filozofiji (1591.), kad je govorio o plimi i oseci more, oslanjao se na empirijske rezultate pionira hrvatske i svjetske oceanografije, dubrovačkog pomorca Nikole Sagroevića.
Smatra se učiteljem znamenitog talijanskog filozofa Giordana Bruna, a svojim radom utjecao je i na mislioce 17. stoljeća, poput Hobbesa, Descartesa, Newtona i dr.
Umro je u Rimu, 6. veljače 1597. gdje je i pokopan, u crkvi Sv. Onofrija.

## Posveta
Na rimskoj je crkvi Svetog Onofrija 7. veljače 2008. godine, kardinal Giovanni Lajolo, guverner Države grada Vatikana, zajedno s prof. Milanom Mogušem, predsjednikom Hrvatske akademije znanosti i umjetnosti, i hrvatskim veleposlanikom pri Svetoj Stolici Emiliom Marinom, otkrio spomen-ploču Franji Petriću. Na taj način Republika Hrvatska ima, na toj rimskoj crkvi, uz talijanskog (Torquato Tasso), francuskog (François-René de Chateaubriand) i njemačkog (Johann Wolfgang Goethe), i svog predstavnika.

## Izbor iz djela
- La città felice (Sretan grad, 1553.)
- Della retorica dieci dialoghi (Deset dijaloga o retorici, 1562.)
- Peripateticae discussiones (Peripatetičke diskusije), 1571. – 1581.
- De historia dialogi X (Deset dijaloga o povijesti, 1579.)
- Della poetica (O pjesničkom umijeću), 1586.
- Nova de universis philosophia (Nova sveopća filozofija, 1591.)